# Can Codolar (Llagostera)
Can Codolar de Llagostera és un conjunt format per un gran casal rural, una masoveria i diverses construccions annexes que forma part de l'Inventari del Patrimoni Arquitectònic de Catalunya. El casal és de planta quadrada, coberta de dos vessants i parets portants. Hi ha una comunicació vertical molt clara a partir de l'escala que també es reflecteix exteriorment a la torre que destaca del conjunt. La façana principal presenta una composició típicament urbana amb balcons de ferro colat i mènsules sota la llosa de pedra. A la façana lateral hi ha una galeria amb obertures d'arcs semicirculars. El coronament de les façanes, de la torre i edificis annexos al voltant del pati es realitza amb balustrades acadèmiques de pedra artificial.

## Història
L'aspecte actual d'aquest conjunt és el resultat de les transformacions realitzades el 1854 per Jaume Codolar. D'aquesta manera es va conformar també el portal de barri, que consta el jardí davant la façana principal de la casa i deixa a fora la masoveria annexa. Aquestes reformes van lligades a l'enfortiment econòmic experimentat per l'aprofitament intensiu del suro.